# Heydour
Heydour är en ort och civil parish i Storbritannien.   Den ligger i grevskapet Lincolnshire och riksdelen England, i den sydöstra delen av landet, 160 km norr om huvudstaden London. Heydour ligger 78 meter över havet och antalet invånare är 286.
Terrängen runt Heydour är platt. Runt Heydour är det ganska tätbefolkat, med 139 invånare per kvadratkilometer. Närmaste större samhälle är Sleaford, 8,5 km nordost om Heydour. Trakten runt Heydour består till största delen av jordbruksmark.